# Aeroportul Sion
Aeroportul Sion (IATA: SIR, ICAO: LSGS) este un aeroport din Cantonul Valais, Elveția ce deservește zona Sion. Aeroportul a fost tranzitat în 2021 de 903 pasageri. A fost deschis în iunie 1935 și numit după zona deservită.
Situat la o altitudine de 482 m, aeroportul dispune de 2 piste.

## Infrastructură

### Piste
Aeroportul dispune de 2 piste. Pista 07/25 are suprafața de asfalt și dimensiunile 2.000 m × 40 m. Pista 07/25 GRASS are suprafața de Iarbă și dimensiunile 660 m × 30 m. 